# Giuseppe Adami

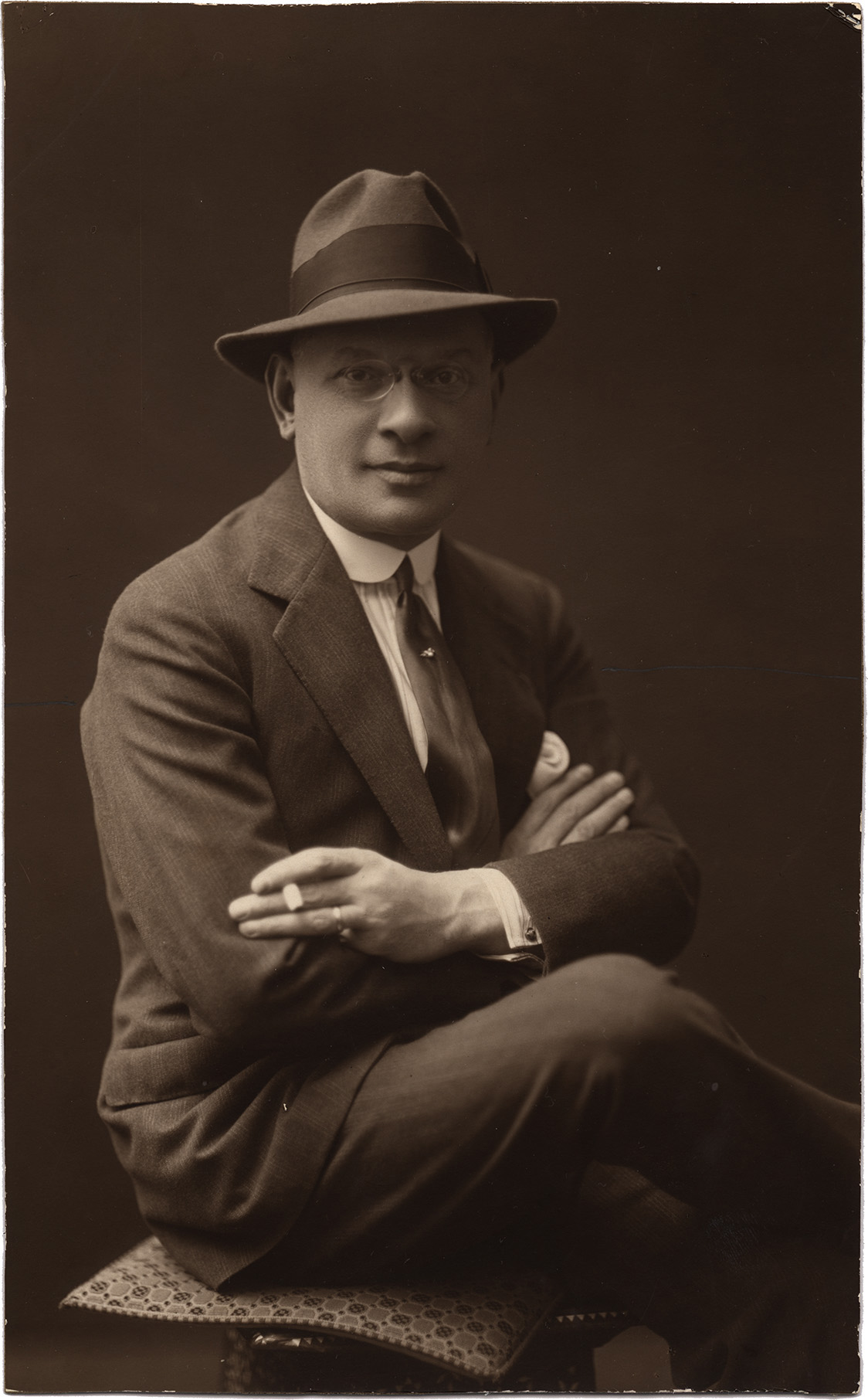
Giuseppe Adami

Giuseppe Adami (Verona, 4 november 1878 – Milaan, 12 oktober 1946) was een Italiaans librettist, bekend vanwege zijn samenwerking met Giacomo Puccini bij de opera’s La rondine (1917), Il Tabarro (1918) en Turandot (1926).
Adami schreef ook toneelstukken: Una capanna e il tuo cuore (1913), Capelli bianchi (1915), Felicita Colombo (1935) en Nonna Felicita (1936).
Hij studeerde als jurist af aan de Universiteit van Padua, maar concentreerde zich op zijn carrière als schrijver, librettist en muziekcriticus. Na de dood van Puccini publiceerde Adami een verzameling van zijn brieven in Epistolario (1928). Hij schreef ook een boek over zijn persoonlijke herinneringen, Giacomo Puccini (1935), een van de eerste biografieën over de componist. In 1942 schreef hij zelfs een tweede biografie, genaamd Il romanzo della vita di Giacomo Puccini ("De roman van het leven van Giacomo Puccini").
Adami schreef ook libretti voor andere componisten, zoals Riccardo Zandonai’s La via della finestra (1919); Franco Vittadini’s Anima allegra (1921) en Nazareth (1925). Hij schreef kritieken voor La sera (Milaan) en voor het blad La comedia, van 1931 tot 1934. Tot het einde van zijn leven was Adami uitgever bij Casa Ricordi.